# Henrik Reimers
Henrik Reimers, född på 1600-talet, död på 1690-talet, var en svensk guldsmed.

## Biografi
Henrik Reimers blev 3 juli 1657 lärling hos Henning Petri i Nyköping. Han blev 3 juli 1665 gesäll och blev1 684 guldsmedsmästare i Norrköping. Reimer nämns vid livet sista gången 1693.

### Familj
Reimers var gift med Rebecca Ekman (död 1742). Hon gifte om sig med guldsmeden Arnold von der Hagen.

## Verklista
- 1684 – Oblatask i Konungsunds kyrka.[1]
- 1687 – Oblatask i Tjällmo kyrka.[1]
- 1689 – Oblatask i Östra Husby kyrka.[1]
- 1692 – Dopskål i Säve kyrka.[1]
- Dopskål i Rinna kyrka.[1]